# Attentat du 17 août 2019 à Kaboul
 (août 2019).
Si vous disposez d'ouvrages ou d'articles de référence ou si vous connaissez des sites web de qualité traitant du thème abordé ici, merci de compléter l'article en donnant les références utiles à sa vérifiabilité et en les liant à la section « Notes et références ».
Le 17 août 2019 a lieu un attentat-suicide lors d'un mariage dans une salle de mariage à Kaboul, en Afghanistan. Environ 80 personnes sont tuées et plus de 180 sont blessées. L’État islamique revendique l'attentat, affirmant que l’attaque visait les chiites. Plus de 1 000 personnes étaient rassemblées pour le mariage lorsque l'attaque a eu lieu. L'attaque s'est déroulée l'avant-veille du centenaire de l'indépendance de l'Afghanistan, ce qui a amené le gouvernement à reporter les célébrations prévues au palais de Darulaman.

## Attaque
L’attentat-suicide a lieu vers 22 h 40, heure de Kaboul (UTC+04:30) à l’ouest de la ville, dans une zone principalement peuplée par la minorité chiite Hazara, dans la salle des mariages « de la ville de Dubaï ». Le kamikaze a fait exploser son gilet rempli de billes de roulement mécanique dans la section des hommes de la salle des mariages, près de la scène où les musiciens jouaient, au moment où des centaines de personnes se trouvaient à l’intérieur du bâtiment. Selon le propriétaire de la salle de mariage, plus de 1 200 personnes étaient invitées à l'événement, avec un groupe mixte de chiites et de sunnites.
L'explosion s'est produite peu de temps avant le début des cérémonies de mariage. Les familles des mariés avaient discuté de la façon de planifier le mariage pour tenter de minimiser les risques d'attaque. La plupart des participants étaient des Hazaras. Les mariés, chiites issus de familles de la classe ouvrière (le marié travaillant comme tailleur) ont survécu : ils ont tous deux perdu plusieurs membres de leur famille.
Dans un premier temps, 63 décès ont été annoncés. De nombreux enfants faisaient partie des victimes. Dix-sept personnes supplémentaires ont succombé à leurs blessures dans les jours qui ont suivi l'attaque, ce qui porte à 80 le nombre de morts, le bilan faisant aussi état de 182 blessés. Il s'agit de l'attaque terroriste la plus meurtrière à Kaboul depuis janvier 2018.

## Revendication
Le lendemain de l'attaque, un affilié local de l'« État islamique en Irak et au Levant » revendique la responsabilité de l'attentat. La déclaration de responsabilité mentionne qu'après l'attentat-suicide dans la salle des mariages, une voiture piégée avait également explosé à l'extérieur alors que des véhicules de secours arrivaient. Cette explosion de voiture n’a pas été confirmée par les autorités.
Les talibans ont nié toute responsabilité dans l'attaque, leur porte-parole l'ayant même condamné.